# Helena Vondráčková
Helena Vondráčková (Prága, 1947. június 24. –) cseh énekesnő, színésznő.

## Pályafutása
Az 1964-es Hledáme nové talenty tehetségkutató-verseny nyerteseként lett országosan ismert, s még ugyanebben az évben megjelent első kislemeze. 1965-ben a közönségszavazatok alapján összeállított Zlatý slavík országos könnyűzenei népszerűségi lista első helyezettje. Ezt követően a Rokoko-színházban lépett fel, ahol együtt szerepelt Václav Neckář-ral és Marta Kubišová-val, kikkel közösen megalapította 1968-ban a Golden Kids triót. 1967-ben eljátszotta a Šíleně smutná princezna mesefilm főszerepét. Első, Růže kvetou dál című szólólemeze 1969-ben jelent meg. A Golden Kids trio 1970-es felbomlása után szólóénekesként folytatta pályafutását. Az 1970-es években gyakran lépett fel külföldi fesztiválokon. Első külföldi lemeze Japánban jelent meg. 1978-ban megnyerte a Sopoti Dalfesztivál fődíját. 1982-ben Kiváló művész díjjal jutalmazták. Az 1980-as években főként hazai koncert-színpadokon lépett fel, kiadott 14 nagylemezt, s a Zlatý slavík népszerűségi listák rendszeres második illetve harmadik helyezettjeként továbbra is rendkívül nagy népszerűség övezte. Az 1990-es években popzenei pályafutása mellett musical-eket is énekelt, többek közt A nyomorultak női főszerepét is megkapta. Sikereinek folytatásaként 2002-ben a Dlouhá noc című dala elnyerte az Év dala címet. Továbbra is a népszerűségi és a lemezeladási listák előkelő helyezésein foglal helyet. 2002-ben az Év énekesnője díjjal jutalmazták. 2005-ben a New York-i Carnegie Hall-ban Grizabelly szerepét énekelte a Macskákban.

## Fordítás
- Ez a szócikk részben vagy egészben  a   Helena Vondráčková című cseh Wikipédia-szócikk ezen változatának fordításán alapul.  Az eredeti cikk szerkesztőit annak laptörténete sorolja fel. Ez a jelzés csupán a megfogalmazás eredetét és a szerzői jogokat jelzi, nem szolgál a cikkben szereplő információk forrásmegjelöléseként.